# Гражданський шрифт
Гражданка перенаправляється сюди. Для статті про село Гражданку див. Гражданка (село).
Громадянський шрифт (рос. Гражданский шрифт) — шрифт на основі антикви, розроблений у Венеції для кириличної абетки й використаний 1682 року в друці книги О. Посиловича «Про духовну насолоду». З 1704 року з деякими корективами запроваджений у Московському царстві Петром I для друку світських видань у часи першої реформи московитського (російського) письма. 
За цією реформою з кириличного алфавіту усунуто як непотрібні літери ѡ («от», омега), Ѱ («псі»), Ѯ («ксі»), ѕ («зело»), ѵ («іжиця»), остаточно вилучено Ѫ («юс великий») і Ѧ («юс малий»), впроваджено літеру е замість ѥ, узаконено спорадично вживану раніше літеру я замість ıа тощо. Проте в алфавіті ще залишалися літери ѳ («фіта»), ѣ («ять»). Спрощено також друкований шрифт, що дістав назву «гражданська азбука».

## Передумови виникнення

Літери із «Служебника» виданого у Стрятинській друкарні 1604 р.

Процес оптимізації та спрощення кириличного шрифту був пов'язаний із вимогами переходу від рукописного до друкованого книговидання. Трансформація накреслення кириличних літер шляхом використання лише прямих та циркульних ліній вперше відбулась у друкарні Балабанів у місті Стрятин коло Рогатина. Вважається, що за зразок «балабанівського» шрифту було взято літери із Біблії Плантена, виданої у Антверпені в другій половині XVI століття. Про це свідчить подібність мініатюр, що прикрашали букви в обидвох виданнях. Шрифт, застосований у «Служебнику», був майже повністю повторений у накресленні «гражданського шрифта». Після кількох років своєї діяльності Стратинська друкарня була викуплена Єлисеєм Плетенецьким та перемістилась до Києво-Печерської лаври. Зокрема «балабанівські» літери використовувались у «Часослові» (1617), «Анфологіоні» (1619), «Бесідах на чотирнадцять послань» (1623) та ряді інших книг. Крім Галичини, перші експерименти із переведенням кириличного візантійського півуставу на антикву відбувались також у Вільнюсі при друці видань Литовського статуту у типографії Мамоничів.

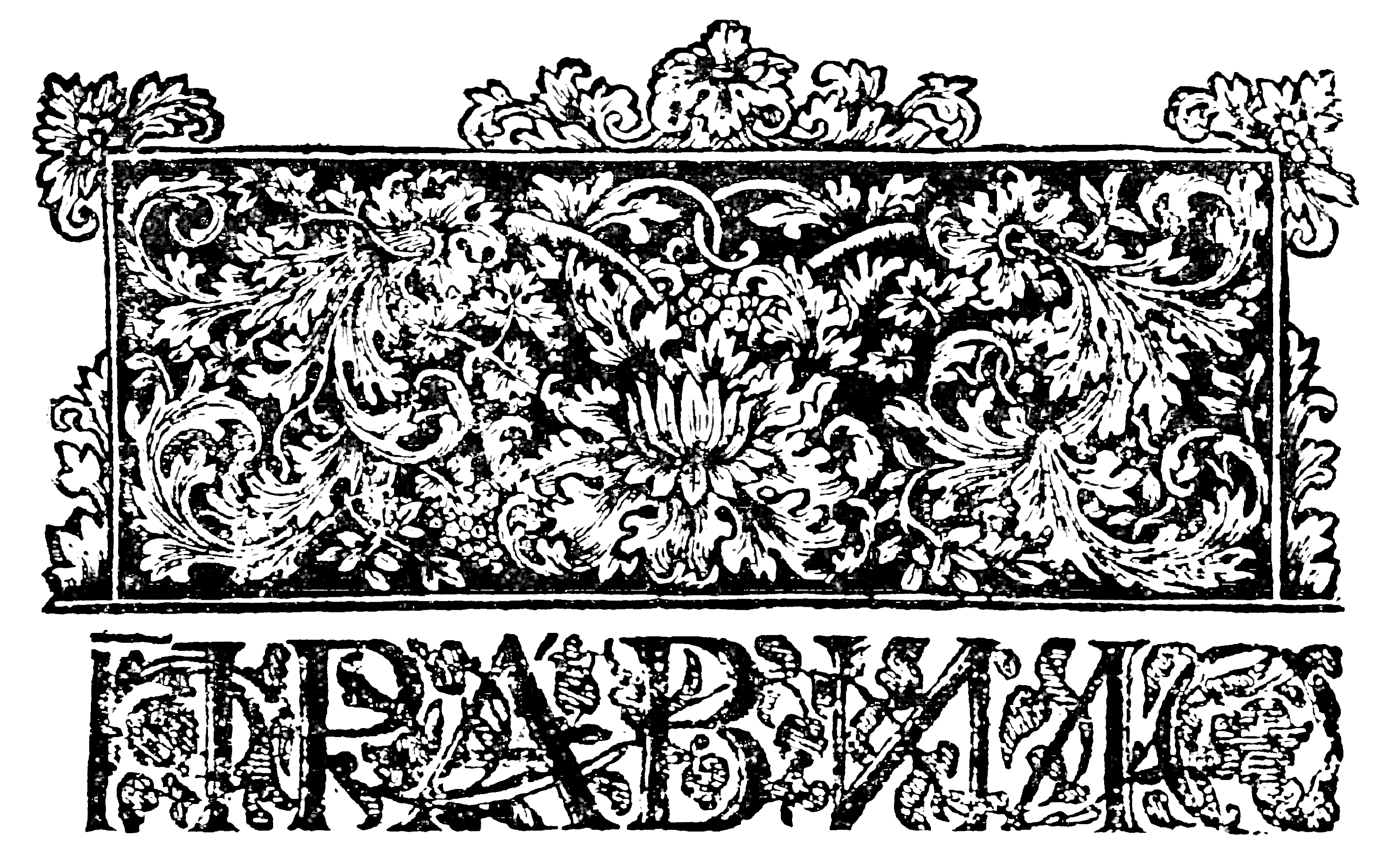
Заставка з «Лейтургіаріону» Лаврського друку 1750 року

## Історія впровадження гражданського шрифту в Московському царстві
Поява гражданського шрифта, пов'язана із знайомством московських послів Голіцина і Рєпніна із венеціанським кириличним типографічним шрифтом, який, як здавалось міг служити актуальній тоді меті надати московській книзі, котра до цього друкувалась півуставом, вигляду, характерного для європейської книги того часу.

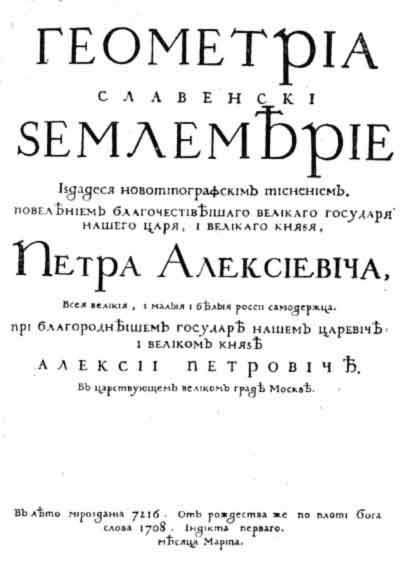
«Геометріа славенскі землемѣріе» — перша книга, надрукована гражданським шрифтом у Московії

На початку 1701 року Петро I реорганізував Монастирський приказ, начальником якого призначив одного з найосвіченіших бояр того часу — Івана Олексійовича Мусіна-Пушкіна. Йому було доручено керувати всіма видавничими справами, друкарнями, зокрема, і Друкарським двором. Під його керівництвом також друкували московські книги в Амстердамі. Церковнослов'янський напівустав став архаїчним для нових видань світського та наукового змісту, і перед Петром I постала важлива проблема — створення нового «гражданського» (тобто світського, цивільного) друкарського шрифту.
Як зазначають дослідники, аналіз писемності кінця XVII — початку XVIII століття дає підставу стверджувати, що першоосновою московського гражданського шрифту стало певною мірою московське громадянське письмо початку XVIII століття, перероблене на основі латинської антикви. Особливості шрифту антиква — побудова букв на основі кола і квадрата, плавний контраст між основними та з'єднувальними штрихами, характер зарубок, все це також знайшло відображення в московському гражданському шрифті.
У січні 1707 Петро I власноруч намалював ескізи, за якими кресляр і малювальник Куленбах, що служив при штабі московської армії для креслення мап і диспозицій (в ті роки Московське царство воювало зі Шведською імперією), зробив малюнки 32 малих літер нової абетки, а також чотирьох великих літер «А», «Д», «Е» і «Т».[джерело?]
У червні 1707 Петро I отримав з Амстердама проби шрифту середнього розміру, а у вересні — відбитки пробного набору шрифтами великими й дрібними. Потім у Республіці Об'єднаних провінцій придбали друкарський верстат й інше друкарське обладнання, запрошено майстрів-друкарів для роботи в Московському царстві та навчання московських фахівців.
1 січня 1708 Петро підписав указ: «…тими азбуками надрукувати Геометрію російською мовою … та інші гражданськії книги друкувати тими ж новими азбуками…».
Перша московська книга, надрукована новим гражданським шрифтом, вийшла у світ 17 березня 1708. Вона мала заголовок: «Геометріа славенскі землемѣріе» (підручник геометрії). Літери «я» Петро не передбачив, її функції виконувало сполучення літер — «і» десяткове і «а».
Але гражданська азбука ще не була остаточно вироблена. Протягом 1708—1710 років Петро I постійно вносив різні зміни. У листі до графа Мусіна-Пушкіна від 25 січня 1709 він писав: «Я тільки писав, щоби сили (наголос) ставили, а нині й сил ставити не кажи». А також зауважив, що «друк товстий перед колишнім — очікую від того, що слова вже стали тяжкі — чого треба дивитися і частіше переливати». Угледівши «кривизну» в новому друці, Петро I наказав графу Мусіну-Пушкіну (4 січня 1709 року): «літеру „буки“, також і „покой“ кажи переправити: зело погано зроблені». Він кілька разів вносив зміни в новий шрифт, намагаючись його вдосконалити. Щойно на початку 1710 виробили зразок, який влаштував Петра I.
Схвалений Петром I відбиток азбуки під заголовком «Зображення давніх і нових письмен слов'янських, друкованих та рукописних» надіслано 10 лютого 1710 до друкарні з власноручним приписом Петра: «Цими літерами друкувати історичні та мануфактурні книги, а які підчорнені, тих у вище написаних книгах не вживати». У зразковому відбитку він перекреслив усі великі та прописні слов'янські літери й абсолютно виключив літери «от», «омегу» та «псі».
29 січня 1710 Петро I «наказав за іменним своїм государевим указом в приказі книг друкарської справи надалі з вище писаного числа всякі історичні та рукописні [на берегах: „мануфактурні“] книги та які будуть надіслані переклади друкувати амстердамськими щойно виданими літерами».
Новий гражданський шрифт остаточно увійшов в ужиток у Російській імперії до середини XVIII століття, коли він став звичним для покоління, яке по ньому навчалося грамоти, і в незмінному вигляді проіснував аж до реформи 1918 року.
Старослов'янський шрифт, який до реформи використовували в офіційних виданнях і побуті, стали називати церковнослов'янським. У церковній практиці його використовують досі.

## Гражданка в Україні

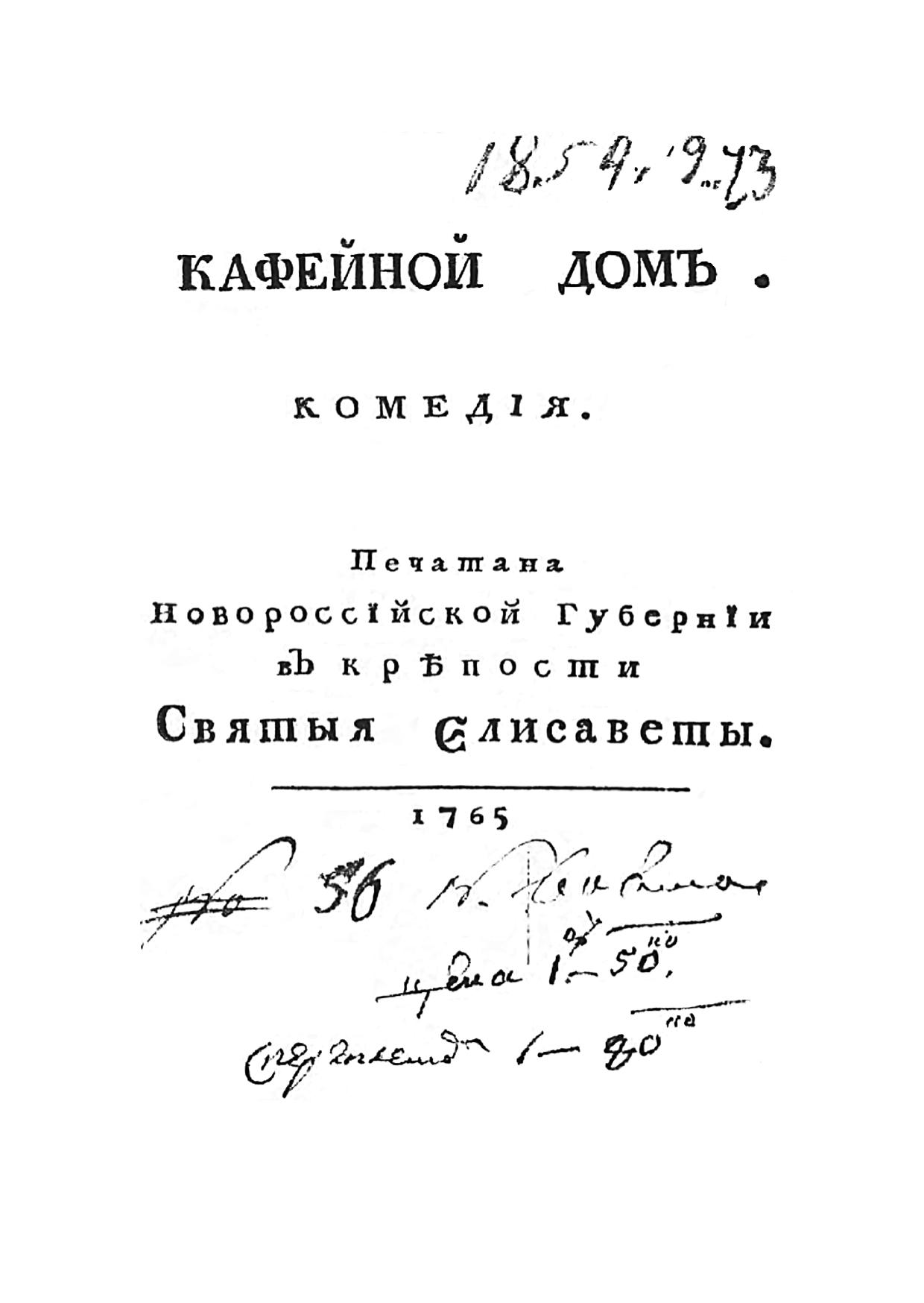
Комедія Ж-Б Руссо «Кафейной домъ», надрукована в Фортеці св. Єлисавети в 1765 р.

Першою гражданкою на українських землях стала друкувати 1764 року друкарня в Єлисаветграді.
У Західній Україні, яка з кінця 18 століття була в складі Габсбурзької монархії, "гражданський" шрифт вперше використала «Руська трійця» в літературному альманасі «Русалка Дністрова» (Будапешт, 1837). Проте цей почин згодом було забуто, і в Королівстві Галичини та Володимирії, у Герцогстві Буковина та Закарпатті тривалий час вживали півустав. Лише з 1870-х років "гражданський" шрифт стали використовувати «москвофіли», а згодом він поширився й в інших виданнях. Велике загальнокультурне значення мав вихід 1886 року «Малорусько-німецького словаря» Є. Желехівського, надрукований громадянським шрифтом на основі фонетичного принципу правопису, названого желехівкою. На кінець 19 століття кирилиця вийшла з видавничої практики в світській сфері, і «Руський правопис» (1895), виданий галицькою Шкільною крайовою радою для вжитку в шкільному навчанні, офіційно закріпив "гражданський" шрифт і фонетичний правопис.